# 809 Lundia

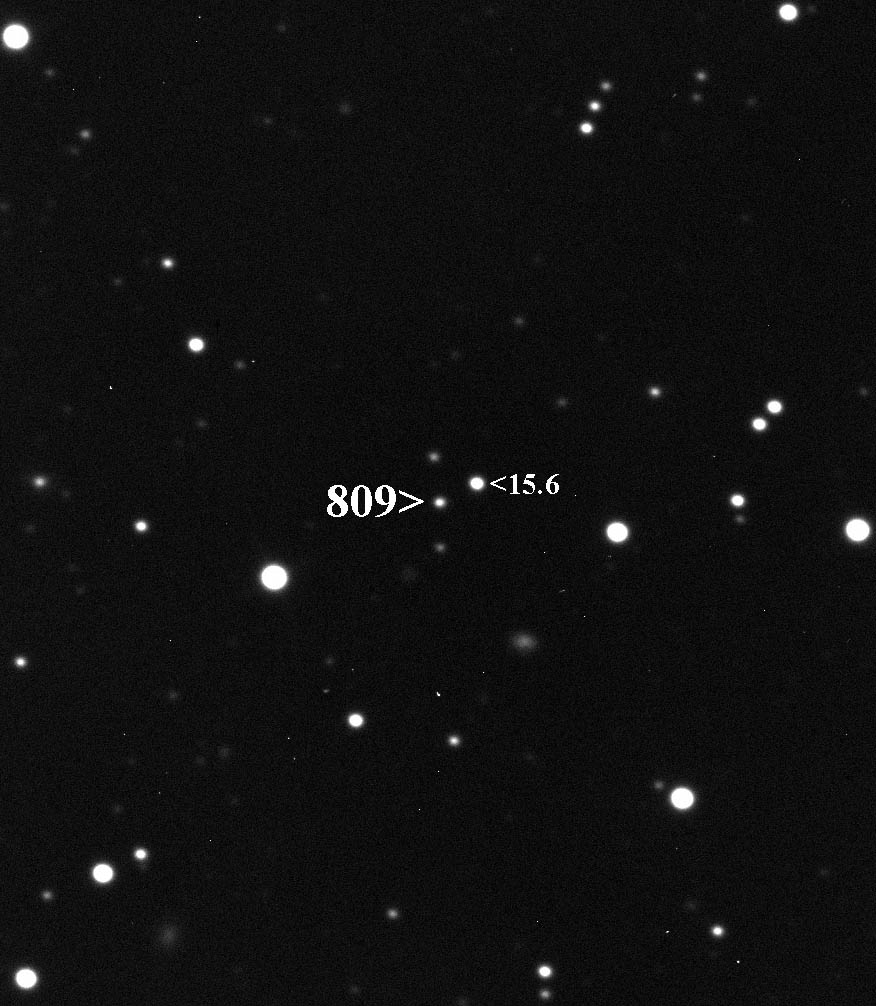
809 Lundia

809 Lundia eller 1915 XP är en asteroid upptäckt 11 augusti 1915 av den tyske astronomen Max Wolf i Heidelberg. Asteroiden har fått sitt namn efter Lunds gamla observatorium.
Den tillhör asteroidgruppen Flora.
Asteroiden tros ha sitt ursprung i en stor kollision i asteroidbältet för ungefär 1 miljard år sedan. Den skulle då ha samma ursprung som 4 Vesta. Problemet är att denna asteroid ligger relativt långt bort ifrån Vesta. Orsaken till att Lundia långsamt har vandrat så långt bort tros ligga i Jarkovskij-effekten och en banresonans med Jupiter.

## Dubbelasteroid
Med hjälp av ljuskurvestuder kunde A. Kryszczynska med flera i september 2005 upptäcka en måne till Lundia. Månen och huvudobjektet är lika stora, 6 kilometer. Avståndet mellan kropparna är cirka 12 kilometer. De cirklar runt varandra på 15,4 timmar.